# 그랜드 올 올프리
그랜드 올 올프리(Grand All Orphrey)는 테네시주 내시빌의 WSM 사에서 주최하는 컨트리 앤 웨스턴 음악의 최대 행사이다. 약칭하여 올프리라고도 한다. 1925년 11월 28일 이후 매주 1회(토요일 밤)로 장장 80여 년의 역사를 자랑하고 있다. 컨트리 앤 웨스턴 음악은 이 쇼를 중심으로 발전해 왔다. 헝크 윌리엄스, 에디 아놀드, 헝크 스노 등 수많은 유명스타를 길러낸 것도 이 행사였지만, 기획 구성 면에서 낡은 수법을 탈피하지 못한 데서 최근에는 점차 침체되고 있으며, 지미 딘 쇼 등 새로운 감각의 TV 쇼에 밀리고 있다. 하지만, 그 권위는 아직 땅에 떨어지지 않고 있다. 이 행사는 본래 라디오 공개 프로그램으로 출발하였지만 지금도 라디오와 TV 모두에서 중계되고 있다.